# ساغاوا شيغا إف سي
ساغاوا شيغا إف سي (باليابانية: 佐川急便滋賀フットボールクラブ) هو نادي كرة قدم ياباني وهو نادي أساسي في اليابان مركزه محافظة شيغا تأسس عام 2007.

## وصلات خارجية
- الموقع الرسمي